# نظام غذائي كلوي
النظام الغذائي الكلوي هو نظام غذائي يهدف إلى الحفاظ على توازن مستويات السوائل والشوارد والمعادن في الجسم للأفراد الذين يعانون من مرض الكلى المزمن أو الذين يخضعون لغسيل الكلى. قد تشمل التغييرات الغذائية تقييد تناول السوائل، البروتين، والشوارد بما في ذلك الصوديوم، الفوسفور، والبوتاسيوم. قد يتم أيضًا استكمال السعرات الحرارية إذا كان الفرد يفقد الوزن بشكل غير مرغوب فيه.
قد يساعد هذا النظام الغذائي في الحد من تراكم النفايات داخل الجسم وتقليل الضغط على الكلى، بالإضافة إلى خفض ضغط الدم وتقليل خطر تراكم السوائل حول القلب والرئتين. يمكن أن يساعد تقييد الفوسفور في الحفاظ على صحة العظام، حيث أن تراكم الفوسفور في الدم يؤدي إلى تسرب الكالسيوم من العظام وبالتالي زيادة خطر الكسور. الأدلة التي تدعم تبني نظام غذائي كلوي وتقليل الأحداث القلبية الوعائية والوفيات محدودة، ولكن التدخلات الغذائية قد تزيد من جودة الحياة المتعلقة بالصحة ومعدل الترشيح الكبيبي المقدر (eGFR) مع خفض مستويات الألبومين في الدم والكوليسترول في الدم.
يعتمد تقييد النظام الغذائي الكلوي على شدة مرض الكلى لدى المريض، ويجب اتباع النظام الغذائي تحت إشراف أخصائي تغذية. قد يحتاج المرضى الذين يعانون من أمراض مصاحبة مثل السكري إلى تعديل نظامهم الغذائي بشكل أكبر لتلبية احتياجات تلك الحالات في نفس الوقت.

## من يجب أن يتبع نظامًا غذائيًا كلويًا؟
يوصى بتعديل النظام الغذائي للأشخاص الذين تم تشخيصهم بمرض الكلى المزمن من المرحلة 3 إلى 5 أو معدل الترشيح الكبيبي (GFR) أقل من 60 مل/دقيقة/1.732 والذين لا يخضعون لغسيل الكلى. يُنصح الأشخاص الذين لديهم معدل ترشيح كبيبي مقدر (eGFR) أكبر من أو يساوي 60 مل/دقيقة/1.732 باتباع التوصيات الغذائية العامة للسكان (نظام DASH الغذائي).

## الصوديوم
تمت دراسة تقييد الصوديوم في مرض الكلى المزمن وتم التوصية به للأفراد الذين يعانون من ارتفاع ضغط الدم أو زيادة حجم السوائل أو البروتين في البول. أظهر تقييد الصوديوم إلى أقل من 2 غرام يوميًا (أقل من 5 غرامات يوميًا من الملح) تحسنًا في التحكم بضغط الدم، والتحكم بحجم السوائل، وتقليل البروتين في البول. أظهرت الدراسات أن تناول الصوديوم بكميات تزيد عن 6 غرامات يوميًا يزيد من معدلات أمراض القلب والأوعية الدموية والسكتة الدماغية والوفيات بشكل عام.
| - التوابل - الخضروات/اللحوم/الأسماك/الشوربات المعلبة - اللحوم المدخنة أو المقددة - اللحوم الباردة - الوجبات المجمدة - المخللات - البيتزا - الأطعمة المصنعة/المعلبة - التوابل - الصلصات/المرق الطماطم |

| خالي من الملح/الصوديوم     | أقل من 5 ملغ من الصوديوم لكل حصة                                                                      |
| صوديوم منخفض جدًا           | 35 ملغ أو أقل من الصوديوم لكل حصة                                                                     |
| صوديوم منخفض               | 140 ملغ أو أقل من الصوديوم لكل حصة                                                                    |
| صوديوم مخفض                | على الأقل 25% أقل صوديوم من المنتج العادي                                                             |
| خفيف أو قليل الصوديوم      | على الأقل 50% أقل صوديوم من المنتج العادي                                                             |
| بدون إضافة ملح أو غير مملح | لا يتم إضافة الملح أثناء التصنيع، ولكن هذه المنتجات قد لا تكون خالية من الملح/الصوديوم ما لم يذكر ذلك |

## البوتاسيوم
إدارة البوتاسيوم للأفراد الذين يعانون من مرض الكلى المزمن (CKD) تختلف وتعتمد على عوامل مختلفة بما في ذلك مرحلة CKD/معدل الترشيح الكبيبي (eGFR)، مستويات البوتاسيوم في الدم، واستخدام الأدوية التي تؤثر على البوتاسيوم مثل مثبطات الإنزيم المحول للأنجيوتنسين (ACE inhibitors) أو حاصرات مستقبلات الأنجيوتنسين (ARBs). يتطلب تنظيم البوتاسيوم نهجًا فرديًا بمساعدة أخصائي تغذية وطبيب.
| الفواكه                                                                                   | الخضروات | البروتينات                                                                       | منتجات الألبان                         | أخرى                                                             |
| ----------------------------------------------------------------------------------------- | --- | -------------------------------------------------------------------------------- | -------------------------------------- | ---------------------------------------------------------------- |
| الموز البرتقال الزبيب الأفوكادو جوز الهند التين الكيوي المانجو الخوخ النكتارين الكانتالوب | الخرشوف الفاصوليا المخبوزة البنجر كرنب بروكسل السلق الزيتون البطاطس المخللات القرع الطماطم قرع البلوط قرع الجوز | الفاصوليا (السوداء/الكلى/البينتو) الكركند السلمون السردين الإسكالوب السمك الأبيض | الحليب الآيس كريم الجبن المصنع الزبادي | الشوكولاتة الفول السوداني زبدة الفول السوداني المشروبات الرياضية |

| الفواكه | الخضروات | البروتينات | الحبوب | السوائل | الوجبات الخفيفة |
| --- | --- | --- | --- | --- | --- |
| التفاح العنب البري الكرز الفواكه المجففة: التفاح، العنب البري، الكرز، جوز الهند، التوت البري العنب الليتشي الكمثرى الكاكا الأناناس البرقوق التوت الأحمر الفراولة اليوسفي البطيخ | الهليون براعم الفاصوليا البروكلي الملفوف الجزر القرنبيط الكرفس طماطم الكرز الذرة الخيار الباذنجان الفاصوليا الخضراء أو الشمعية الخضار الورقية: الكرنب، الخردل، اللفت الجيكاما اللفت الكُراث الخس الفطر البامية البصل البازلاء: الخضراء، السكر سناب، الثلج الفلفل: الأخضر، الأحمر، الأصفر، الهالبينو الفجل السبانخ (نيء) القرع: السباغيتي، الأصفر اللفت كستناء الماء | الفاصوليا لحم البقر الدجاج الإدامامي البيض (كامل أو بياض البيض) السمك لحم الضأن العدس لحم الخنزير التوفو الديك الرومي لحم العجل لحم الطرائد | نصف كعكة الباغل رغيف الخبز الحبوب التورتيلا الذرة الكسكس نصف الكعك الإنجليزي الشوفان التقليدي أو المقطع بالفولاذ المعكرونة نصف خبز البيتا الكينوا الأرز كعكات الأرز الكريمة من القمح المطبوخة ببطء الجريتس المطبوخة ببطء | عصائر الفواكه 100%: التفاح، التوت البري، العنب، الأناناس القهوة الطازجة الشاي الطازج: الأسود، العشبي الليمونادة الطازجة عصائر الفواكه: المشمش، الجوافة، المانجو، البابايا، الخوخ، الكمثرى المشروبات الغازية: النادي، الليمون-اللايم الماء: الفوار، الصنبور | شرائح الفواكه الطبيعية بسكويت الحيوانات صلصة التفاح مثلجات الفواكه كوكتيل الفواكه الحلويات المنزلية: فطيرة الفواكه أو الكوبلر الآيس الإيطالي المكسرات، البذور وزبدة المكسرات الطبيعية (ملعقتان كبيرتان) أرز كريسبيز تريتس® الشربات الوجبات الخفيفة غير المملحة: البسكويت، رقائق البيتا، الفشار، البريتزل، رقائق التورتيلا |

## الفوسفور والكالسيوم
ترتبط زيادة مستويات الفوسفور في الدم لدى مرضى الكلى المزمن (CKD) بضعف صحة العظام وزيادة خطر الإصابة بأمراض القلب والأوعية الدموية والوفيات. على الرغم من عدم وجود أدلة كافية على أن تقييد الفوسفور في النظام الغذائي يؤدي إلى انخفاض مستويات الفوسفور في الدم، توصي KDOQI بتقييد تناول الفوسفور الغذائي إلى حد أقصى يتراوح بين 0.8 إلى 1 غرام يوميًا.
تتأثر مستويات الفوسفور في الدم لدى مرضى الكلى المزمن بشكل كبير بمستويات الكالسيوم والهرمون الجار درقي. في مرض الكلى المزمن، تكون الكلى غير قادرة على إنتاج كميات كافية من فيتامين د، مما يؤدي إلى انخفاض امتصاص الكالسيوم. يؤدي انخفاض الكالسيوم إلى إفراز الهرمون الجار درقي، الذي ينقل الكالسيوم والفوسفور من العظام إلى الدم. لذلك، يؤدي تناول مكملات الكالسيوم لدى مرضى الكلى المزمن إلى انخفاض مستويات الهرمون الجار درقي والفوسفور. توصي KDOQI بحدوث تناول الكالسيوم بين 800 إلى 1000 ملغ يوميًا (من النظام الغذائي والأدوية معًا). قد يؤدي الإفراط في تناول مكملات الكالسيوم إلى 2000 ملغ يوميًا لدى مرضى الكلى المزمن إلى ترسب الكالسيوم في الأنسجة الأخرى مما يؤدي إلى التكلس.
| البروتين                                                                        | الحبوب                                  | منتجات الألبان                                                        | السوائل |
| ------------------------------------------------------------------------------- | --------------------------------------- | --------------------------------------------------------------------- | --- |
| اللحوم والأسماك المعلبة أو المغطاة بالخبز اللحوم الباردة النقانق اللحوم المصنعة | البسكويت الكعك خبز الذرة الفطائر الوافل | الأجبان المصنعة صلصات الجبن الآيس كريم الحليب البودينغ الزبادي المجمد | البيرة الكاكاو الساخن الشوربة المعلبة بعض المشروبات الغازية والمياه المنكهة والشاي الحليب الميلك شيك بعض مخفوقات البروتين |

| البروتين | الحبوب                                                                                         | منتجات الألبان                                                                                                  | الفواكه                              |
| --- | ---------------------------------------------------------------------------------------------- | --- | ------------------------------------ |
| اللحوم الطازجة بدون خبز أو تتبيل صدر/فخذ الديك الرومي بدون جلد صدر/فخذ الدجاج بدون جلد شريحة لحم الخنزير/اللحم المشوي السلمون السمك البحري الجمبري التونة الصفراء | التورتيلا المصنوعة من الدقيق بدون بيكنج باودر خبز البيتا الأبيض الخبز الأبيض خبز العجين المخمر | حليب اللوز القشدة الحامضة حليب الصويا بياض البيض جبنة الكريمة: ملعقتان كبيرتان جبنة البارميزان: ملعقتان كبيرتان | التفاح الكرز الخوخ الأناناس الفراولة |

## البروتين
أظهر النظام الغذائي منخفض البروتين للأفراد الذين يعانون من مرض الكلى المزمن (CKD) دون غسيل الكلى انخفاضًا في معدل تقدم المرض وتحسين توازن الشوارد. أظهرت الأنظمة الغذائية منخفضة البروتين (<0.8 غرام/كيلوغرام/يوم) تحسنًا في إدارة مرض الكلى المزمن مع انخفاض مستويات الفوسفور في الدم، ونتروجين اليوريا في الدم، وتقليل البروتين في البول. لا يُنصح بنظام غذائي منخفض جدًا في البروتين (0.28 غرام/كيلوغرام/يوم) بسبب احتمالية الإصابة بسوء التغذية. توصي مبادرة جودة نتائج أمراض الكلى (KDOQI) التابعة للمؤسسة الوطنية للكلى بنظام غذائي منخفض البروتين يتراوح بين 0.55-0.6 غرام/كيلوغرام/يوم، ولكن تختلف مستويات تناول البروتين لكل فرد ويجب تعديلها بناءً على نصيحة أخصائي تغذية و/أو طبيب.